# Schmatzfeld
Schmatzfeld est un village de la Saxe-Anhalt appartenant à l'arrondissement du Harz et, depuis 2010, à la nouvelle commune unie du Nordharz. Sa population était au recensement du 31 décembre 2008 de 348 habitants.

## Géographie
Le village se trouve dans la région du Harz à 7 kilomètres au nord de Wernigerode sur la Bundestraße 244.

## Historique
Le village a été mentionné par écrit pour la première fois, le 26 juillet 1259, sous le nom de Smatvelde. Un cimetière d'une trentaine de tombes, datant des XIIIe et XIVe siècles, a été découvert en 1984, attestant que l'endroit était important à l'époque et comportait une église. Le village a été ensuite abandonné. C'est devenu ensuite une exploitation agricole importante des comtes de Stolberg-Wernigerode. Il y avait quarante-quatre foyers de paysans entretenant le domaine de Schmatzfeld dans le deuxième tiers du XXe siècle. Il a été nationalisé à l'époque de la république démocratique allemande.